# Vila Contarini
Villa Contarini je večinoma baročna, patricijska podeželska palača v Piazzola sul Brenta, pokrajini Padova, v Benečiji v severni Italiji. Vila se razprostira na 40 hektarjih s kanali in jezerom. Zdaj je v lasti vlade dežele Benečije in se upravlja prek Fondazione G. E. Ghirardi, vile in vrtovi so na voljo za sprehode, pa tudi za sponzorirane kulturne prireditve.

## Zgodovina
Glavno poslopje (Villa padronale) so začeli graditi leta 1546 po naročilu beneških patricijev Paola in Francesca Contarinija. Zdi se, da je bila zgrajena na temeljih starejše trdnjave, podobne zgradbe. Medtem ko nekateri dokumenti trdijo, da je prvotno zasnovo ustvaril Andrea Palladio, je ta pripis sporen. Jedro vile ima fasado, v tem odprtem prostoru nenavadno, ki spominja na gotske fasade kanalskih palač v Benetkah. Bolj zapletena bočna krila je naročil Marco Contarini med letoma 1671 in 1676 razširil tloris iz 16. stoletja ter na obeh straneh prejšnje glavne stavbe zgradil dve veliki loži, ki sta okrašeni s številnimi skulpturami telamonov, iztisnjene iz pilastrov drugega nadstropja. Pritličje je bolj rustificirano. Vzhodno krilo je bilo dokončano do 17. stoletja, vendar se je delo na zahodnem krilu nadaljevalo do leta 1900. Notranjost zahodnega krila je leta 1684 s fresko opremil Michele Primon. Samostojno neoklasicistično kapelo pred glavno vilo je zasnoval Tommaso Temanza. Končno se vila poveže čez cesto z veliko polkrožno arkado, le napol dokončanim. Razvidno je iz postavitve kompleksa, ki ga je leta 1760 narisal Muttoni. Ta trg (piazza), znan kot Anfiteatro Camerini, se zdaj običajno uporablja za velike koncerte na prostem.
Pompeo Molmenti v svojem opisu dni slave beneških vil omenja Villo Piazzola: 
 Zabava, ki so jo patriciji ob posebnih priložnostih priredili v svojih podeželskih vilah, je včasih v sijaju presegla znamenite zabave v beneških palačah. Na primer... Prokurist Marco Contarini je v svoji vili na Piazzoli ponudil serijo preprosto neverjetnih gledaliških predstav. Novembra 1679 je bila uprizorjena drama dr. Picciolija Le Amazzoni nelle isole Fortunate, ki jo je uglasbil Carlo Pallavicino; in naslednje leto ... Berenice vendicativa, ki jo je uglasbil Domenico Freschi. Povabila so bila izdana knezom, tujim in italijanskim, veleposlanikom, plemičem, beneškim damam in gospodom s kopnega. Dvorana je lahko sprejela tisoč ljudi in bila osvetljena z voščenimi svečami; lože so krasile pozlačene štukature in ogledala, na obeh straneh odra pa sta stala dva velika kipa slonov. Zavesa je bila iz rdečega žameta z zlato čipko za prvo predstavo in iz žameta zlate barve za drugo. Ko se je zavesa dvignila, so se v dvorani ugasnile vse luči in samo oder je bil videti sijajno osvetljen. Nastopilo je tristo nastopajočih in kočije in kar sto konjev je napolnilo oder. Dr. Piccioli, Contarinijev vrzževanec, je z velikimi podrobnostmi opisal čudovite féte, ki so se na Piazzoli odvijale 7. avgusta 1685 v čast Ernestu Augustusu, vojvodu Braunschweiga ... sprejeli so ga pod slavoloki s štiridesetimi švicarskimi gardisti v rdeči in zeleni barvi in kar nekaj karabinjerjev je bilo v predsobi... igrale so se kantate in serenade (Vaticinio della Fortuna, La Schiavitu fortunata di Nettuno, II Rittratto della gloria, II Preludio felice, II Merito acclamato), zabave, ki so trajale tri dni vojvodovega bivanja... Na širokih kanalih okrog palače je bila imitacija ceremonialne ladje Bucintoro, na kateri je bila večerja ob zvoku glasbe; Neptun in druga božanstva so nosila morske pošasti, iz katerih je skozi odprta usta izvirala dišeča voda. Sijaj palače je presenetil vojvodo, ki je obiskal glasbeno knjižnico, zbirko instrumentov, konservatorij, tiskarno, cerkev in gledališče. Ob koncu velikega banketa so se s stropa spuščala neka pošast; premaknila je glavo, kremplje in rep ter se podala naprej s krili, dokler ni prišla do sredine hodnika in je bil 'čudovit prizor'. Med beneško in turško galejo je potekal tudi lažna bitka, dirke neosedlanih konj, koncerti, plesi, serenade in druge predstave.

## Muzej
Poleg knjižnice, Biblioteca Cameriniana in arhiva za zgodovino Contarini-Camerini, vila vsebuje še zbirko starih zemljevidov, gliptoteko grških in rimskih starin, zbirko odlitkov in zbirko Art nouveau (Liberty).
Vilo je mogoče obiskati vsak dan. V vili se odvijajo kongresi, sestanki, razstave in koncerti.

## Kapela
Leta 1770 je tukaj Tommaso Temanza zgradil okroglo kapelo, ki je temeljila na Tempiettu vile Barbaro, Andreja Palladia.

## Fundacija Giordano Emilio Ghirardi
Danes ima neprofitna organizacija Fondazione Giordano Emilio Ghirard ONLUS v vili sedež. Njen namen je promocija kulturnih in družbenih projektov ter sodelovanje s primerljivimi nacionalnimi in mednarodnimi institucijami. Glavni poudarek fundacije je spodbujanje raziskav na področju medicine, zlasti zdravstva.

## Slike
- Lega kompleksa vile (risba Francesco Muttoni, 1760)
- Sprednji del in del glavne zgradbe vile (risba Francesco Muttoni, 1760)
- Levo krilo (v ozadju); na levi, kapela, ki jo je zasnoval Tommaso Temanza
- Barchessa (desno krilo)
- Polkrožni trg z arkado
- Notranjost